# Fontaine de l'Océan
La fontaine de l'Océan – en italien fontana dell'Oceano – est une fontaine italienne dans le jardin de Boboli, à Florence, en Toscane. Elle est l'œuvre de Jean Bologne.